# EB-5签证
EB-5类签证是美国移民局专门为投资者设立，通过在美投资，外国公民可以获得绿卡。
申请者需要在美国进行某项投资或高失业率的地方投入至少五十万美元，才能获得绿卡。美国国会每年拨出一万个名额，给那些投资美国的外国人绿卡。不过，美国国土安全部2009年3月18号公布的一份文件表明，美国国会给投资美国留下1万个移民配额，但从1994年到2004年的10年中，10万个投资移民名额，美国移民局只签发了6024份，平均每年大约500份。